# Gannett
Gannett Co., Inc. es una compañía de holding especializada en medios de comunicación que cotiza en la bolsa, con sede en Ciudad de Nueva York. Es el mayor editor de periódicos de los Estados Unidos, medido por la circulación diaria total.
Entre sus activos se encuentra el diario nacional USA Today, y otros periódicos locales como Detroit Free Press, The Indianapolis Star, The Cincinnati Enquirer, The Tennessean en Nashville, Tennessee, The Courier-Journal en Louisville, Kentucky, Democrat and Chronicle en Rochester, New York, The Des Moines Register, The Arizona Republic en Phoenix, Arizona, The News-Press en Fort Myers, Milwaukee Journal Sentinel y Great Falls Tribune. 
En 2015, Gannett Co, Inc realizó un spin-off de su negocio de publicación en una entidad separada que cotiza en la bolsa, manteniendo al mismo tiempo las divisiones de medios de comunicación de Internet. Inmediatamente después de la escisión, la antigua empresa matriz (Gannett Co., Inc.) se rebautizó a sí misma como Tegna Inc. y es propietaria de aproximadamente 50 estaciones de televisión. El negocio editorial escindido se rebautizó a sí mismo con el nombre de "Gannett".
En 2019, la compañía matriz de Gate House adquirió a Gannett por un valor de 1.380 millones de dólares. Este acuerdo fusionó las dos cadenas más importantes de periódicos de los Estados Unidos.